# Hôtel de la Caisse d'épargne de Bar-sur-Seine
L'hôtel de la Caisse d'épargne est un bâtiment du début du XXe siècle situé à Bar-sur-Seine, en France. Il a autrefois accueilli un établissement bancaire, pour lequel il a été construit.

## Situation et accès
L'édifice est situé au no 28 de l'avenue du Professeur-Paul-Portier, à Bar-sur-Seine, et plus largement au sud-est du département de l'Aube.

## Histoire

### Concours
Un concours pour la construction d'un hôtel de la Caisse d'épargne est ouvert aux architectes du département de l'Aube et à deux des cinq départements limitrophes — la Marne (au nord) et la Côte-d'Or (au sud). Le jury est composé du maire de la ville en tant que président ; de trois directeurs de la caisse d'épargne, nommés par le conseil des directeurs ; du président de la société des architectes de l'Yonne, de la Haute-Marne et de Seine-et-Marne (soit les trois autres départements limitrophes). Le jury se réunit le 15 mars 1900 pour procéder à l'examen et au classement des projets.
| Prix | Devise                 | Candidat        | Ville du candidat    | Prime                                        |
| ---- | ---------------------- | --------------- | -------------------- | -------------------------------------------- |
| 1er  | EP                     | Charles Royer   | Bar-sur-Seine (Aube) | 5 % du montant des dépenses                  |
| 2e   | 5 %                    | Belloy          | Troyes (Aube)        | 600 F                                        |
| 3e   | La Ruche               | Auguste Brouard | Troyes (Aube)        | 400 F                                        |
| 4e   | S. enlaçant un dauphin | Foissier        | Reims (Marne)        | 200 F                                        |
| 5e   | Z.                     | Picquart        | Épernay (Marne)      | Mention honorable avec félicitations du jury |

### Accident durant la construction
Le 15 mai 1901, vers 15 h, un accident intervient sur le chantier : un échafaudage chargé de pierres se rompt. Trois ouvriers sont précipités dans le vide. Un ouvrier (Camillo Marcheisi, 17 ans, sujet italien) en a la colonne vertébrale brisée et le thorax ouvert, il est tué sur le coup. Deux autres ouvriers (Constantino Marcheisi, 15 ans, frère du premier ; Henri Mognon, 20 ans) en sortent grièvement blessés. Peu de temps après, le parquet de Bar-sur-Seine, le commissaire de police et la gendarmerie se dépêchent sur les lieux. Le cadavre est transporté à l'hôpital, une autopsie est réalisée le 16 mai avant d'être enterré le 17,.

### Inauguration
La cérémonie d'inauguration a lieu le 6 octobre 1903. Initialement prévue le 24 juin, le ministre de l'Instruction publique Joseph Chaumié ne pouvait se rendre à Bar-sur-Seine durant ce mois ; la cérémonie, repoussée à une date ultérieure, est finalement présidée par Étienne, premier vice-président de la Chambre des députés avec la présence du maire A. Clément et d'autres notoriétés,,. Cette inauguration est en outre l'occasion de nommer 9 personnes du département au rang d'officier d'Académie par arrêté du ministre de l'Instruction publique en date du 3 octobre.

## Structure
L'édifice s'élève sur trois niveaux et est composé de cinq travées. Sur la travée centrale figure l'inscription « CAISSE D’EPARGNE », surmontée des armes de la ville, puis vient une horloge et au-dessus de laquelle est gravée la date de fondation « 1901 ». Un double perron permet l'ascension à l'entrée. 